# Caledonia (Dakota del Nord)
Caledonia è un census-designated place (CDP) degli Stati Uniti d'America, situato nello Stato del Dakota del Nord, nella contea di Traill. Secondo il censimento del 2020 gli abitanti di Caledonia ammontavano a 37.